# 桔臀纹粉介壳虫
桔臀纹粉介壳虫（学名：Planococcus citri）也称大洋臀纹粉蚧，粉介壳虫科臀纹粉蚧属是一种原产于亚洲的介殼蟲。它已被引入欧洲、美洲和大洋洲等世界其他地区。是當地的外來物種。它是柑橘、園藝植物等眾多植物中常見的害虫。
其种加词“citri ”意为“柑橘的”。